# Мончники (Сьредський повіт)
Мончники (пол. Mączniki, нім. Montschnik) — село в Польщі, у гміні Сьрода-Велькопольська Сьредського повіту Великопольського воєводства.
Населення — 225 осіб (2011).
У 1975-1998 роках село належало до Познанського воєводства.

## Демографія
Демографічна структура станом на 31 березня 2011 року:
|          | Загалом | Допрацездатний вік | Працездатний вік | Постпрацездатний вік |
| -------- | ------- | ------------------ | ---------------- | -------------------- |
| Чоловіки | 120     | 24                 | 89               | 7                    |
| Жінки    | 105     | 25                 | 58               | 22                   |
| Разом    | 225     | 49                 | 147              | 29                   |